# Габријела Шуберт
Габријела Шуберт (Будимпешта, 22. септембар 1943) је немачки професор, компаратиста, етнолог, балканолог, фолклориста и инострани члан од 2006. године Српске академије наука и уметности.

## Биографија
Габријела Шуберт је рођена је у Будимпешти 1943. године. Шуберт је етнолог, балканолог, фолклориста и професор на Катедри за јужну славистику и Студије југоисточне Европе на Универзитету „Фридрих Шилер“ у Јени. Редовни је професор у пензији од 2009. године.
Студије славистике и балканологије завршила је на Слободном универзитету у Берлину, основне и мастер студије (1971‒1977), докторирала је 1981.
У Будимпешти је као гостујући професор предавала 1992. године. До 1995. године радила у Балканолошком институту. Бави се народном књижевношћу, немачко-јужнословенским књижевним и културним везама, културном семиотиком, контактивном лингвистиком, савременом јужнословенском приповетком.
Дописни је члан Мађарске академије наука од 1992. године.

### Чланство у САНУ
За иностраног члана Српске академије наука и уметности изабрана је 2. новембра 2006. године. Члан је Одељења језика и књижевности САНУ.

## Награде и признања
- Добитник је Медаље "Ђуре Даничића", Филолошки факултет Универзитета у Београду.[1]
- Добитник је Ордена српске заставе трећег степена 2018. године.[1]